# Schwarzer Hof

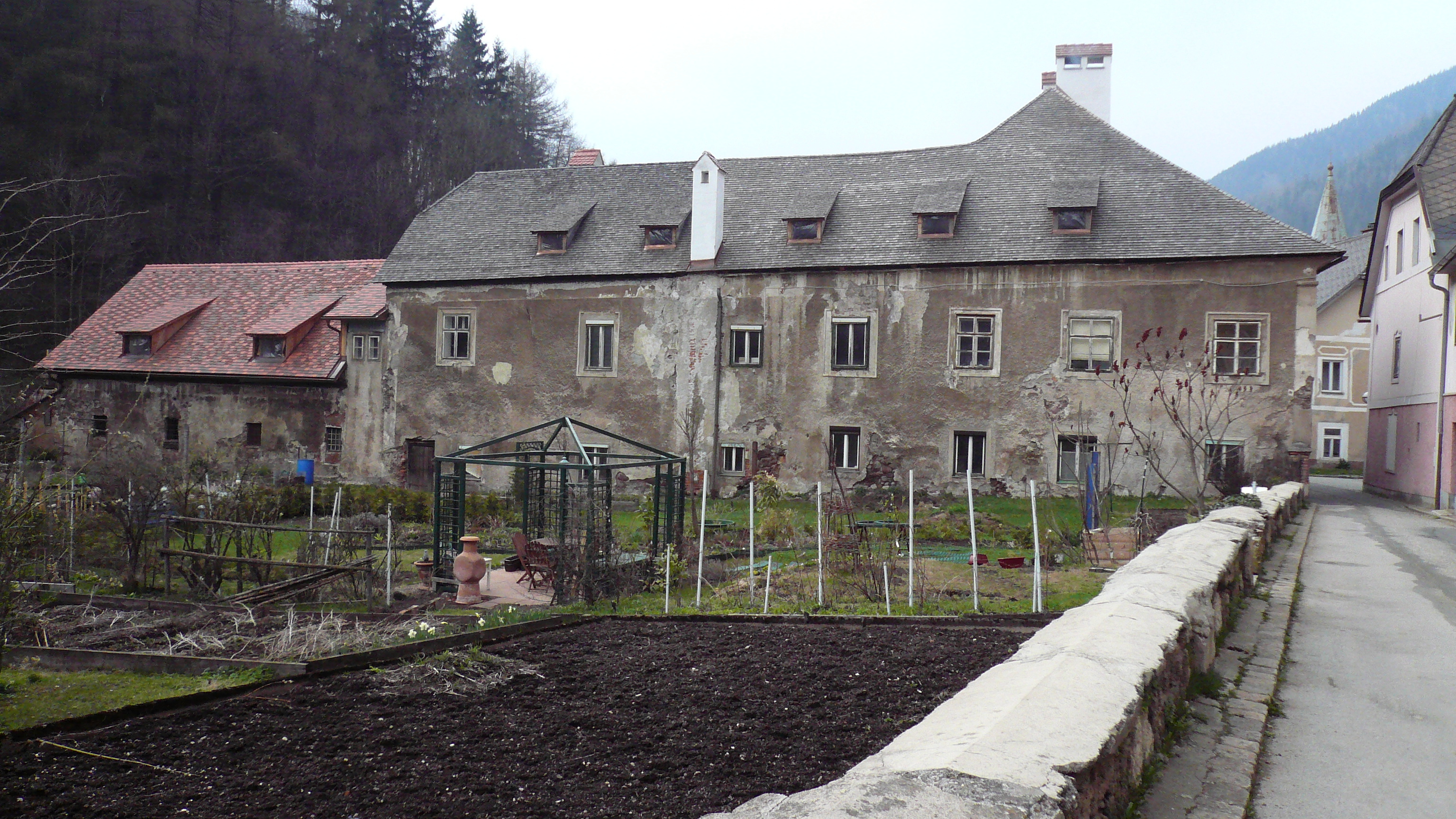
Die in mehreren Etappen entstandene Südseite des Schwarzer Hofs im Jahr 2008.

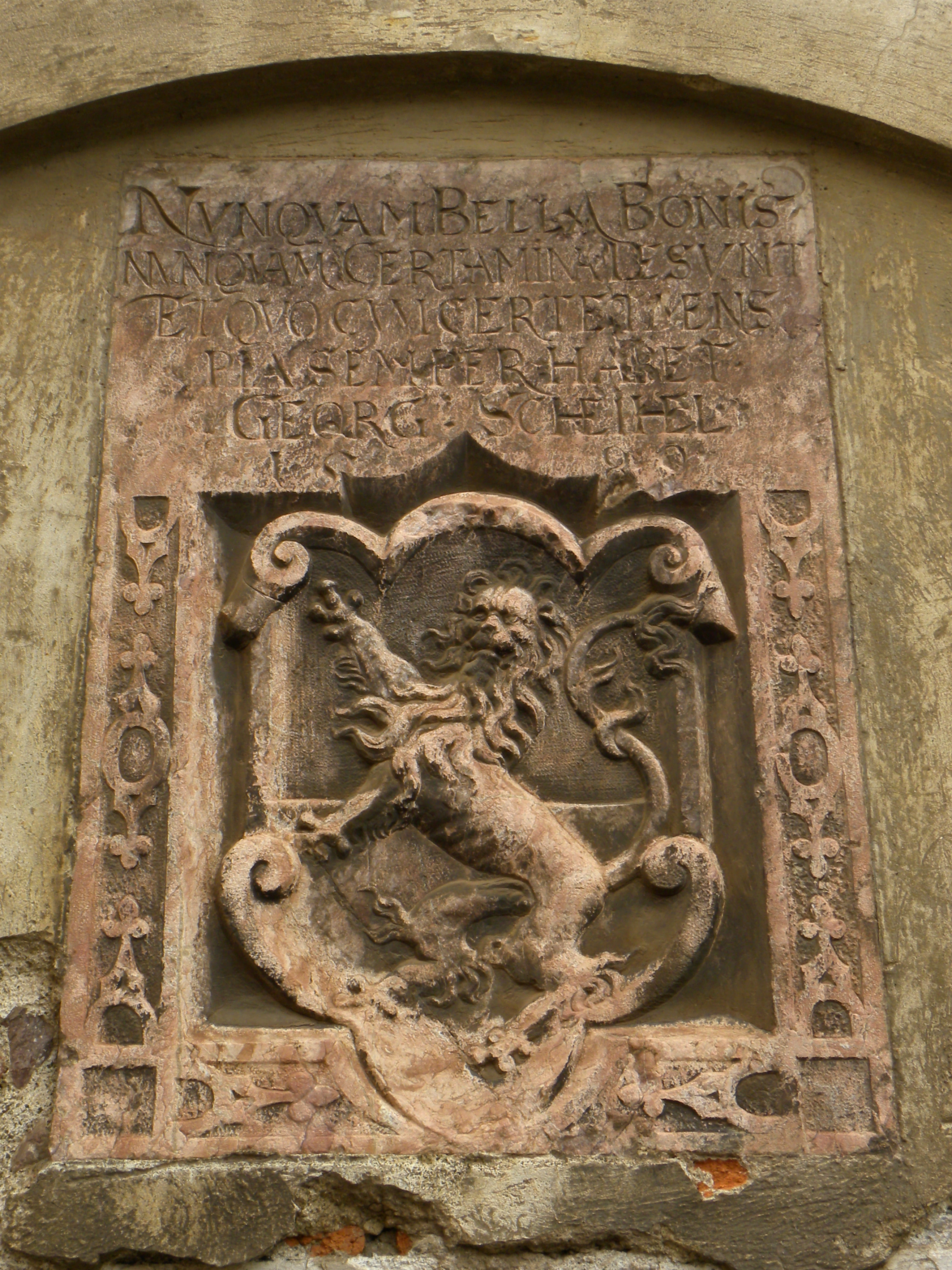
Inschriftenstein des Georg Scheichl

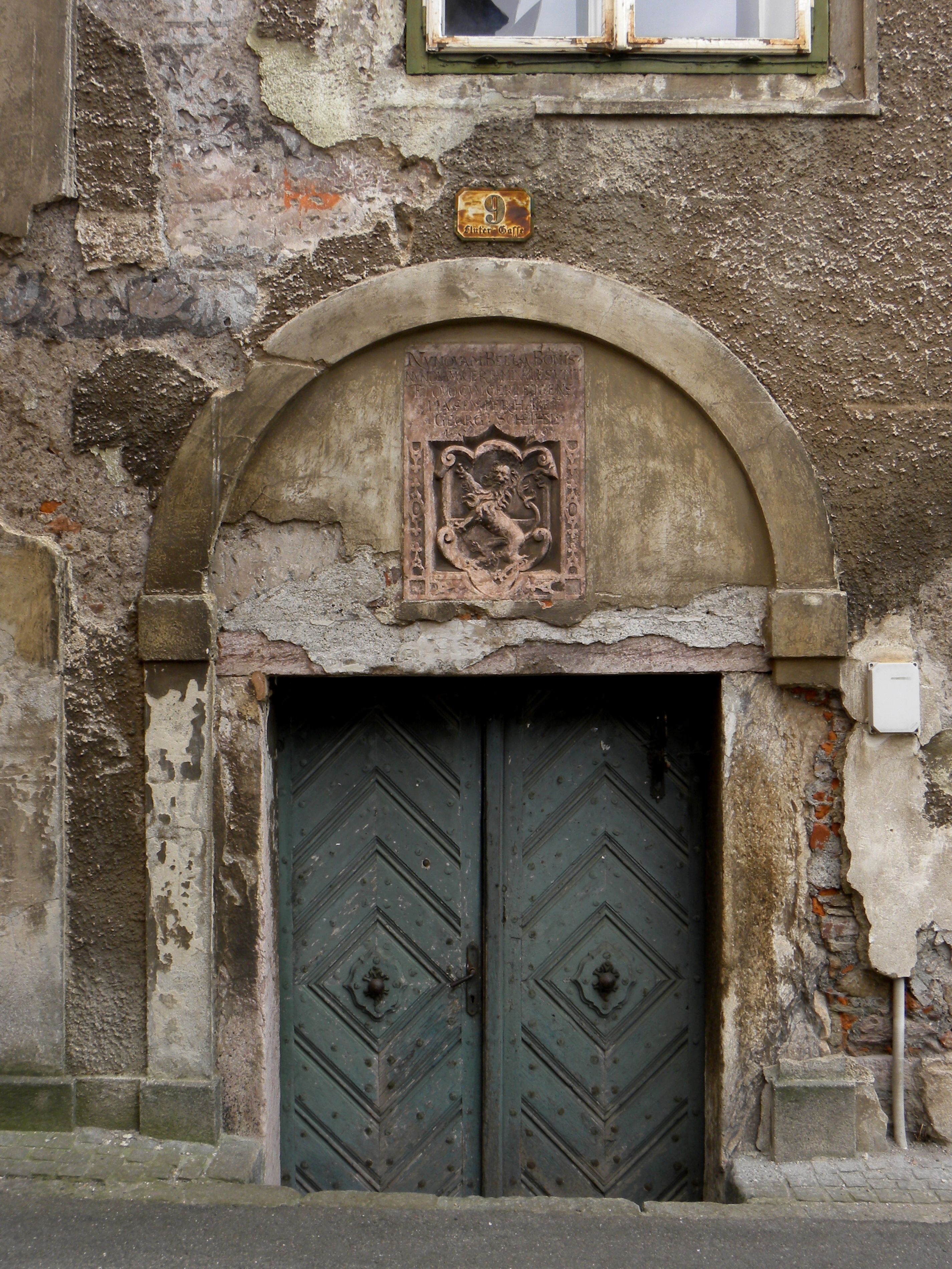
Eingangsportal

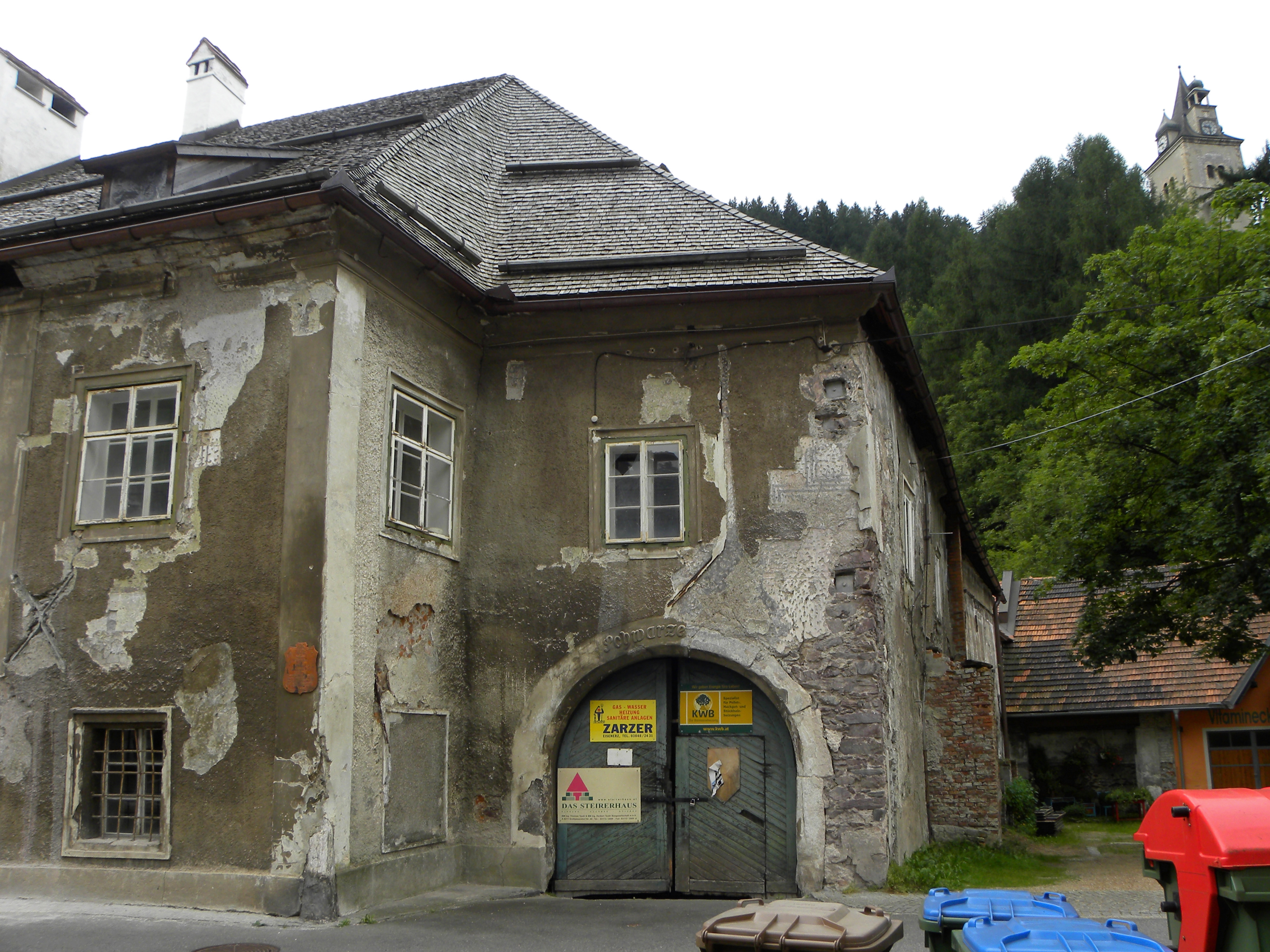
Die Einfahrt, durch die das Haupthaus mit dem Wirtschaftsgebäude verbunden wurde

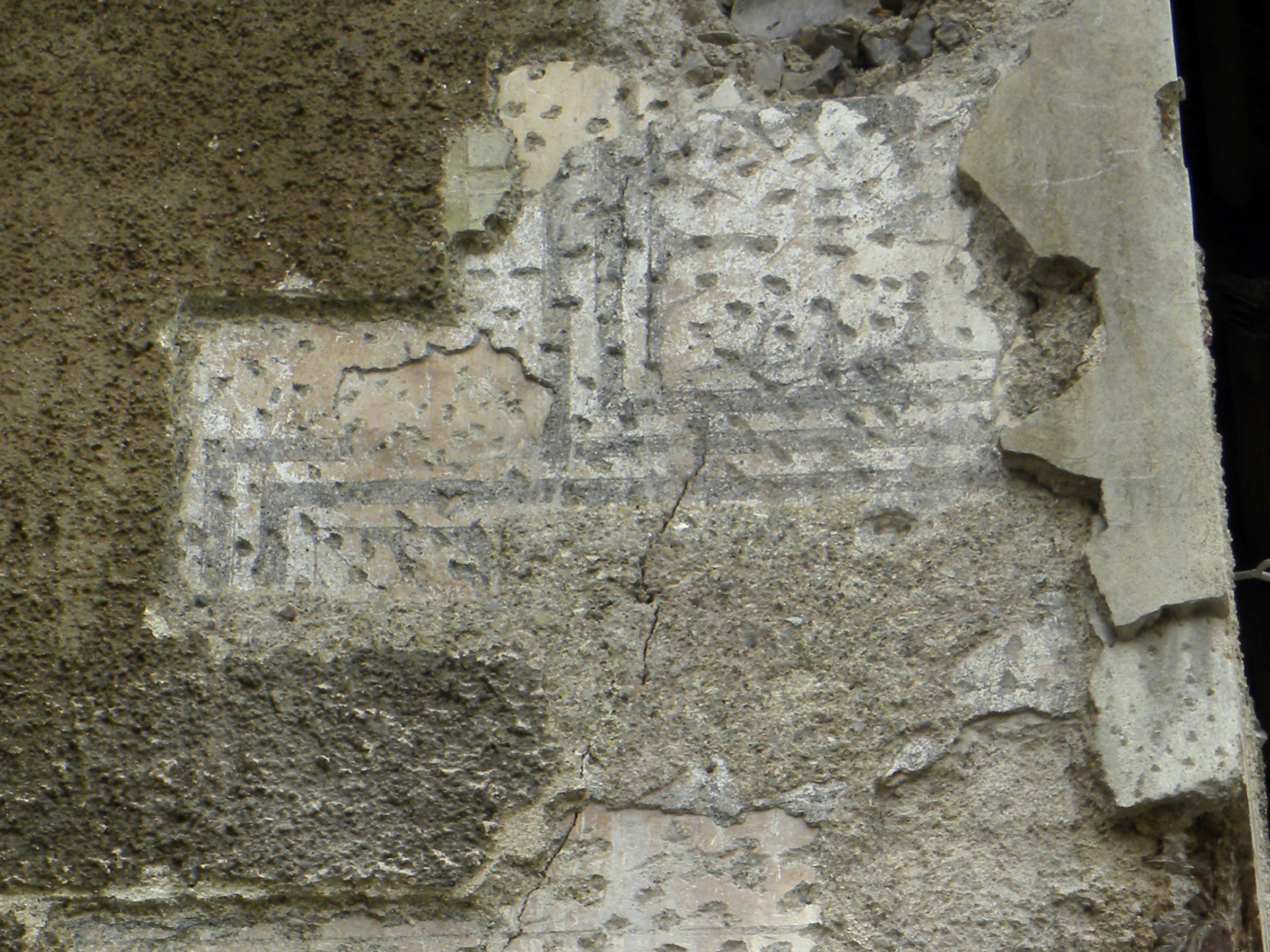
Freigelegtes Sgraffito

Schwarzer Hof, auch Scheichlhaus genannt, ist ein Gebäude, das sich in der Flutergasse 9 in Eisenerz, Steiermark befindet. Es ist das Herrenhaus zum Radwerk 6 und eines der letzten, annähernd original erhaltenen, mittelalterlichen Radmeisterhäuser der Steiermark. Trotz Umbauten und Erweiterungen ist auch heute noch sein Erscheinungsbild weitgehend im Stil der Renaissance des 16. Jahrhunderts erhalten.

## Baubeschreibung
Das dreiflügelige, zweigeschoßige Gebäude umschließt einen Innenhof mit Säulenarkaden an einer Seite über beide Geschoße. Die Arkadenbreite im Unter- und Obergeschoß ist wie 1 : 2. Sgraffitodekorationen  finden sich sowohl im Innenhof als auch an den Außenfassaden unter späteren Putzschichten, großteils jedoch nicht freigelegt. Über dem Portal ist ein Inschriftenstein mit einem Wappenrelief aus dem Jahr 1589 eingemauert. Darauf sind der Name Georg Scheichl sowie als Inschrift ein Spruch von Prosper Tiro von Aquitanien zu lesen: 

„Nunquam bella bonis, nunquam certamina desunt
Et, quocum certet, mens pia semper habet.“

„Niemals mangelt es den Guten an Kriegen, niemals an Streitigkeiten.
Und ein frommer Sinn hat immer jemanden, mit dem er streiten muss.“

## Besitzgeschichte
Der Schwarzer Hof wurde laut früheren Angaben zu Beginn des 16. Jahrhunderts erbaut. Bauforscher haben jedoch mittels Putzschichtentreppen und Sondierungen an aussagekräftigen Stellen nachgewiesen, dass die älteste Bausubstanz bis ins 15. Jahrhundert zurückreicht. Die Besitzer während der ersten Bauphase sind nicht bekannt, ebenso wenig, ob es sich damals bereits um ein Radmeisterhaus handelte. Spätestens seit 1524 war das Gebäude im Besitz von Erasmus Haidenreich, einem Radmeister und kaiserlichen Amtmann von Innerberg (ehem. Bezeichnung für Eisenerz). Später scheint Sebald Püchler als Besitzer auf. Um 1549 gelangte das Anwesen in den Besitz der einflussreichen, protestantischen Radmeisterfamilie des Wolfgang Scheichl. Am Ende dieses unter dem Einfluss der Reformation stehenden Jahrhunderts gehörte der Hof Georg Scheichl, der ihn 1589 zu einem repräsentativen Renaissancebau erweiterte. 
Da Georg Scheichl sich von der Gegenreformation nicht beeindrucken ließ und weiterhin dem Protestantismus zusprach, wurde er, wie einige andere Radmeister auch, um 1600 aus Eisenerz vertrieben. Sein katholischer Nachfolger war Georg Reinprecht. Auf ihn folgte ab 1623 Karl Schwarz, nach dem der Hof heute noch benannt ist. Schwarz behielt den Hof nur zwei Jahre, denn am 20. Oktober 1625 setzte als Folge einer Krise im Bergbau eine neue Ordnung des Eisenwesens ein. Sämtlicher Radwerksbesitz wurde zwangsvergesellschaftet und an die von den Kammergrafen gegründete Innerberger Hauptgewerkschaft übergeben, die eine bergrechtliche Gewerkschaft im Sinne einer Kapitalgesellschaft war. 1881 ging die Innerberger Hauptgewerkschaft in die Österreichisch-Alpine Montangesellschaft ein und somit auch der Schwarzer Hof. Als Teil der Montangesellschaft gehörte der Hof während des Zweiten Weltkriegs einer Tochtergesellschaft der Reichswerke Hermann Göring, der „Reichswerke Aktiengesellschaft für Erzbergbau und Eisenhütten, Hermann Göring“. Nach Kriegsende ging der Besitz am Schwarzer Hof in die ab 1946 verstaatlichte VÖEST über, in deren Hand er bis 1978 blieb. Per 1. Jänner 1979 wurde er an eine Tochtergesellschaft der VÖEST, die „Gemeinnützige Industrie Wohnungs Ges.m.b.H. Eisenerz“ (GIWOG), übergeben. Bis 2002 befanden sich Genossenschaftswohnungen im Schwarzer Hof.
Im Juli 2004 hat der „Verein zur Erforschung und Erhaltung der Österreichischen Baukultur“ (Baukulturstiftung) den Hof übernommen und mit der gründlichen Erforschung und Dokumentation sowie der sanften Restaurierung des Gebäudes begonnen.

## Baugeschichte

### Die erste Bauphase
Die Forscher der Baukulturstiftung wiesen in ihren Untersuchungen nach, dass als älteste Bausubstanz aus dem 15. Jahrhundert ein dreigeschoßiger Kernbau vorhanden ist, sowie ein daran anschließender, nicht unterkellerter Teil, der im Wesentlichen die heutige Front zur Flutergasse ausmacht. Von dem nicht unterkellerten Raum führt ein Abgang in den Keller, der im Originalzustand erhalten ist. Der Keller ist die Ursache für die versetzte Geschoßanzahl sowie für unterschiedliche Raumhöhen, durch die die Räume im Obergeschoß wieder auf annähernd gleiches Niveau gebracht wurden. Ein zwischen beiden Räumen befindliches Fenster gibt den Forschern noch Rätsel auf. Die Art der ursprünglichen Deckenkonstruktionen ist noch nicht geklärt. Das derzeit vorhandene Gewölbe wurde, wie hinter das Gewölbe laufende Verputzreste zeigen, erst später eingebaut.
Ein weiterer Gebäudeteil entstand im Südosten und wurde in Richtung Westen mit einer Umfassungsmauer verlängert, deren Ende nicht mehr feststellbar ist. Nach Abtragen des rezenten Verputzes im Inneren dieses Bauteils wurden in einem Raum mehrere Abdrücke von Holzbalken im Mauermörtel gefunden. Die Abdrücke lassen darauf schließen, dass es sich dabei um eine Blockwerkstube handelt, eine Bautechnik, wie sie auch bei mittelalterlichen Burgen und größeren Profanbauten angewendet wurde, um eine bessere Wärmedämmung zu erreichen. Dabei wurde zunächst eine Holzkonstruktion (Blockwerk) errichtet und um diese herum die Außenmauern aufgebaut. Die gefundenen Abdrücke lassen darauf schließen, dass der Mörtel an so einem Blockwerk getrocknet ist. Auch zeigen die Abdrücke und weitere Details jene Stelle, an der sich vermutlich ein für diese Bauweise typischer, aus einem Nebenraum beheizter Kachelofen befunden hat. Ein zweigeschoßiges Wirtschaftsgebäude entstand im Norden des Grundstücks. Es wurde durch eine Hofmauer bis zum Erzbach im Westen verlängert.

### Die zweite Bauphase
In der ersten Erweiterungsphase wurden im Süden drei Räume in Richtung Westen verlaufend angebaut. Dabei wurde die Südmauer der Blockwerkstube teilweise ersetzt. Einer der Räume ist mit einem Ausgussstein versehen, der heute an der Fassade abgeschlagen ist. Solche Ausgusssteine waren Bestandteil spätmittelalterlicher bis frühneuzeitlicher Rauchküchen. Durch einen westlich des Ausgusssteins gelegenen Kamin und seine ursprüngliche Ausgestaltung konnten hier Rauchküchen im Unter- und Obergeschoß nachgewiesen werden. Ebenfalls in dieser Bauphase wurde das Wirtschaftsgebäude unter Einbindung der Hofmauer um einen eingeschoßigen Anbau vergrößert.

### Die dritte Bauphase
Die markanten Umgestaltungen während der Renaissance lassen sich anhand des mit 1589 bezeichneten Inschriftensteins dem Radmeister Georg Scheichl zuordnen. Dabei wurde der Südtrakt abermals um einige Räume nach Westen verlängert. Im Hof wurde dem Haupttrakt ein Säulengang mit toskanischer Säulenordnung vorgebaut. In den nicht unterkellerten Raum des alten Hauptgebäudes, der eine größere Raumhöhe aufweist als der unterkellerte, wurde ein Gewölbe samt Mittelsäule eingezogen. Die Südmauer dieses Raumes wurde, vermutlich wegen statischer Probleme, verstärkt. Das Obergeschoß erhielt eine Balkendecke, die Farbspuren zeigt. Zwischen dem Hauptbau und der Blockwerkstube entstand ein Durchhaus, in dem ein Tonnengewölbe eingezogen und eine Treppe errichtet wurden. Spätestens anlässlich dieses Umbaus wurde das Blockwerk entfernt und am Plafond durch eine Holzbalkendecke mit Trambau ersetzt, in deren Mitte sich eine Rosette mit dekorativem Schmuck befindet. Der grobe, nicht getünchte Verputz an den Wänden lässt darauf schließen, dass anstelle des Blockwerks eine Holzvertäfelung angebracht wurde (die im Gegensatz zum Blockwerk nicht fix mit der Mauer verbunden war und eine Weiterentwicklung darstellte). Mittels einer Toreinfahrt wurden im Nordosten das Wirtschaftsgebäude und der Hauptbau miteinander verbunden.
Der während der zweiten Bauphase angebaute, bis zum Erzbach reichende Teil des Wirtschaftsgebäudes wurde um 1600 durch ein Hochwasser beschädigt. Dabei wurden die Südwestecke und die Bachmauer in Mitleidenschaft gezogen, wodurch auch ein Teil des dort eingebauten Tonnengewölbes einstürzte. Die Wiederherstellungsarbeiten nützte man, um durch einen Knick in der hofseitigen Mauer die Parallelität der Gebäudemauern zu erhöhen, die sich  zum Bach hin etwas weiten. Als Auflage für das Gewölbe im Norden dient seither eine zusätzlich eingezogene Stützmauer.

### Weitere Bauphasen
Während des Barocks wurde der Schwarzer Hof im Anschluss an den Südtrakt in Richtung Westen durch einen zweischiffigen Pferdestall erweitert. Der Klassizismus brachte einzelne Zwischenwände und eine Umgestaltung der Fensteröffnungen mit sich. Ende des 19. bis Anfang des 20. Jahrhunderts wurden entlang der Bachseite im Westen einfache Ziegelbauten aufgestellt. Mitte des 20. Jahrhunderts wurde das ehemalige Herrenhaus zu einem Arbeiterwohnhaus umgebaut, indem man die ehemals großzügigen Räume durch Zwischenwände in kleinere Einheiten unterteilte.

### Restaurierung und weitere Nutzung
Nach Beendigung der Bauforschung im Jahr 2005 wurde mit der Restaurierung begonnen, deren Intention es ist, das Gebäude durch Entfernen späterer Einbauten wie Trennwände und mithilfe minimaler Eingriffe so wiederherzustellen, wie er sich zur Zeit der Renaissance präsentierte. Unter anderem wurde die Dachkonstruktion des Haupttraktes originalgetreu erneuert. Dabei wurden auf alten Stichen sichtbare Dachgauben wiederhergestellt. Die nicht mehr original erhaltene Dachdeckung wurde durch neue Lärchenschindeln ersetzt. An der Fassade sollen die aus verschiedenen Epochen stammenden Sgraffiti vom Spritzputz des 20. Jahrhunderts befreit, restauriert und ergänzt werden. Die verschiedenartigen Fenster sollen ebenfalls restauriert, aber nicht verändert werden.
Die Baukulturstiftung schließt eine zukünftige Verwendung für Wohnungen oder Gasträume aus. Auch sollen etwa bezüglich der Treppen und Böden keine Zugeständnisse an die Bauordnung gemacht werden. Vielmehr sollen die Gebrauchsspuren Geschichte und Nutzung des Gebäudes nachempfindbar machen und die „Gebäudequalitäten jenseits modischer Allüren“ sichern.